# Vol Henan Airlines 8387
Dans la nuit du 24 août 2010, un Embraer 190 effectuant le vol Henan Airlines 8387, un vol intérieur régulier reliant Harbin à Yichun, en Chine, s'est écrasé lors de l'approche, par faible visibilité, vers l'aéroport de Lindu (en). On compte 44 morts parmi les 96 passagers et membres d'équipage à bord, ce qui en fait le premier accident mortel impliquant un Embraer 190, ainsi que le crash aérien le plus meurtrier impliquant ce type d'avion.
Le rapport d'enquête final, publié en juin 2012, a conclu que l'équipage n'a pas respecté les procédures standards de sécurité pour les opérations de vol par faible visibilité.

## Contexte

### Avion et équipage
L'appareil impliqué est un Embraer E190 LR, un biréacteur court/moyen-courrier de fabrication brésilienne, immatriculé B-3130 (numéro de série 19000223). Il a été construit au Brésil en 2008 et livré à la compagnie aérienne Henan Airlines (en) en décembre 2008. Au moment de l'accident, il avait effectué 5 109 heures de vol et 4 712 cycles (décollages/atterrissages).
L'équipage du vol 8387 est composé du commandant de bord Qi Quanjun (40 ans), du copilote Zhu Jianzhou (27 ans), de deux membres du PNC (un chef de cabine et une hôtesse de l'air) ainsi que d'un agent de sécurité.

### Aéroport et météo
L'aéroport de Lindu (en), situé dans la province du Heilongjiang, dispose d'une piste de 2300 mètres de long et de 45 m de large, pouvant accueillir des avions de ligne monocouloirs, comme l'Airbus A320 et le Boeing 737. Cet aéroport a commencé ses opérations le 26 août 2009, un an avant l'accident. Il y avait deux contrôleurs aérien en poste, tous deux en bonne santé et qualifiés, le soir de l'accident. Le rapport final a également confirmé que toutes les procédures de sécurité avaient été exécutées correctement, que l'équipement de navigation et de communication fonctionnait correctement et que la piste était utilisable.
L'aéroport est situé dans une vallée, avec une humidité relative d'environ 90 %, surtout l'après-midi, entre 17h00 et 21h00. La chute rapide des températures et le vent faible créent les conditions propices à la formation d'un type particulier de brouillard, appelé brouillard radiatif, caractérisé par un brouillard épais et à basse altitude qui affecte considérablement les opérations aériennes. En septembre 2009, un mois après le début des opérations à l'aéroport, China Southern Airlines a décidé de ne pas opérer la nuit sur cet aéroport, en raison de préoccupations concernant la sécurité des vols.
La nuit de l'accident, l'observatoire météorologique de l'aéroport a émis plusieurs bulletins indiquant les conditions de visibilité. À 19h00, la visibilité était d'environ 1 km, à 21h00, elle était de 8 km. À 21h08, l'aéroport a émis un bulletin spécial signalant que la visibilité était réduite à 2,8 km et qu'elle diminuait rapidement.

## Accident
Le vol 8387 a décollé de l'aéroport international de Harbin Taiping à 20h51; les pilotes ont obtenu le bulletin météo de l'aéroport de Lindu (en) à 21h10, et on leur a dit que la visibilité était de 2 800 m. À 21h16, l'équipage est alerté de la présence d'un épais brouillard à l'aéroport et dans les dix minutes suivantes, on leur a confirmé une hauteur de décision de 1 440 pieds (440 m) pour une approche VOR/DME sur la piste 30. 
À 21h28, le contrôleur a annoncé au vol 8387 que même si la visibilité verticale était correcte, la visibilité horizontale était faible. Le vol 8387 a survolé l'aéroport et a été aperçu par le contrôleur de l'aéroport. À 21h33, les pilotes ont effectué un virage pour l'approche; puis le pilote automatique est débranché. À 21h37, l'avion était descendu à la hauteur de décision, mais les pilotes ne pouvaient pas voir la piste. Quelques instants plus tard, l'alarme de l'avertisseur de proximité du sol (GPWS) s'est activé ; bien que l'équipage ne puisse pas voir la piste et est dépassé la hauteur de décision, il n'a pas exécuté d'approche interrompue et l'avion a percuté le sol. 
Le premier impact s'est produit a travers des arbres, à 1 100 m du seuil de piste, à 21h38. Par la suite, l'avion a percuté le sol avec son train d'atterrissage principal, à 1080 m du seuil de la piste d'atterrissage, roulant au sol sur une distance de 870 m, jusqu'à ce que les moteurs touchent le sol. Cet impact a rompu les réservoirs de carburant des ailes, déversant du carburant et provoquant l'incendie. Les survivants ont quitté l'avion par la porte située derrière le cockpit et par des ouvertures dans le fuselage. Les sorties de secours n'ont pas pu être ouvertes et une grande quantité de fumée s'est accumulée dans la cabine. Le commandant de bord, qui a survécu à l'accident, n'a pas pu organiser ni conduire l'évacuation des passagers.

## Bilan
Les premiers rapports suggéraient que 53 personnes avaient survécu à l'accident, tandis que 43 avaient été retrouvées mortes sur les lieux ; des rapports ultérieurs ont corrigé le bilan à 42 morts car le corps d'une des victimes a été réduit en morceaux lors de l'impact. La plupart des victimes étaient assises à l'arrière de l'appareil. Parmi les 54 survivants, 17 n'avaient que des blessures mineures, mais deux autres étaient gravement brûlés et sont décédés à l'hôpital.
Le commandant Qi est le seul des cinq membres d'équipage à avoir survécu au crash, bien qu'il ait subi de graves blessures au visage.

## Enquête
L'Administration de l'aviation civile de Chine (CAAC) et le constructeur de l'avion, Embraer, ont envoyé plusieurs équipes d'enquêteurs sur le lieu du crash. Le Conseil national de la sécurité des transports (NTSB) américains a également nommé un représentant accrédité, car les deux moteurs de l'avion, de type General Electric CF34, ont été fabriqués aux États-Unis. Les deux enregistreurs de vol ont été récupérés sur place et envoyés à Pékin pour l'analyse des données.
Au début de l'enquête, l'accent a été mis sur le niveau de qualifications des pilotes, car il est apparu que plus d'une centaine de pilotes travaillant pour Shenzhen Airlines, la compagnie mère de Henan Airlines, avaient falsifié leurs déclarations d'expérience de vol.
Les enquêteurs de la CAAC ont conclu que le commandant de bord, lors de son premier vol vers Yichun, a poursuivi l'approche malgré le fait que la visibilité signalée de 2800 m était inférieure au minimum requis de 3600 m pour cette approche. De plus, les pilotes ont poursuivi l'approche dans le brouillard sans avoir la piste en visuel, ce qui est contraire aux procédures standards. 
Enfin, l'équipage n'a pas réussi à amorcer une approche interrompue lorsque les annonces du radioaltimètre ont indiqué que l'avion était trop près du sol. De plus, la communication et la coopération au sein de l'équipage ont été jugées insuffisantes, malgré les nombreux risques connus liés à la sécurité sur cet aéroport.